# Ophiomyia undecima
Ophiomyia undecima är en tvåvingeart som beskrevs av Spencer 1969. Ophiomyia undecima ingår i släktet Ophiomyia och familjen minerarflugor.
Artens utbredningsområde är Alberta. Inga underarter finns listade i Catalogue of Life.